# 月亮忘記了
《月亮忘記了》是臺灣繪本作家幾米所創作的繪本作品，創作於1999年9月。除繁體中文外，亦被翻譯成簡體中文、日文、韓文、法文、英文、義大利文、波蘭文、西班牙文、泰文等外語；《月亮忘記了》繪本的主軸，是在講述一名單親家庭的小男孩，有一天遇見了從天上掉下來的月亮之後交織而成的故事，由於當初出版時甫經歷921大地震，因此成為許多人療癒內心的作品。

## 相關裝置藝術
月亮公車裝置藝術，是幾米與信義房屋合作，以繪本《月亮忘記了》為主題所延伸，於2014年11月1日公開，放置在臺灣臺北市101大樓斜對面。月亮公車以公共汽車為主題，公車坐落於水池上，公車有許多繪本相關的內容。
2019年為921大地震20週年，新店碧潭東岸廣場由吉米團隊設置了高達15米的月亮藝術裝置，取材自繪本《月亮忘記了》，並於9月13日中秋節當晚進行2019碧潭地景藝術節點燈，希望帶來溫暖、呵護與守望的力量。活動自2019年9月13日至11月13日，為期兩個月。